# Сельское поселение Жаворонковское
Се́льское поселе́ние Жа́воронковское — упразднённое муниципальное образование (сельское поселение) в Одинцовском районе Московской области в 2005—2019 годах . Административный центр — село Жаворонки. Включает 14 населённых пунктов.
Глава сельского поселения — Дейвис Светлана Николаевна.

## Границы
Муниципальное образование граничит с:
- городским поселением Лесной Городок (на востоке)
- городом Москвой (на востоке и юге)
- городским поселением Апрелевка Наро-Фоминского района (на юге)
- сельским поселением Назарьевское и городским округом Власиха (на севере)
- городским округом Краснознаменск, городскими поселениями Большие Вязёмы и Голицыно (на западе)

Площадь территории сельского поселения — 6011 га.

## Население
| 2006  | 2007  | 2008  | 2009  | 2010  | 2011  |
| ----- | ----- | ----- | ----- | ----- | ----- |
| 7879  | ↘7756 | ↗7834 | ↗8093 | ↗8647 | ↘8637 |
| 2012  | 2013  | 2014  | 2015  | 2016  | 2017  |
| →8637 | ↗8706 | ↗8759 | ↗8794 | ↘8686 | ↘8642 |
| 2018  | 2019  |       |       |       |       |
| ↘8576 | ↘8392 |       |       |       |       |

## Состав сельского поселения
Сельское поселение Жаворонковское включает 14 населённых пунктов:
| Вид     | Наименование  | Население, (2010) | ОКАТО          | Бывшая административная единица |
| ------- | ------------- | ----------------- | -------------- | ------------------------------- |
| село    | Жаворонки     | 3407              | 46 241 870 001 | Юдинский сельский округ         |
| деревня | Зайцево       | 81                | 46 241 834 004 | Ликинский сельский округ        |
| деревня | Крюково       | 177               | 46 241 870 005 | Юдинский сельский округ         |
| деревня | Ликино        | 1621              | 46 241 834 001 | Ликинский сельский округ        |
| деревня | Митькино      | 113               | 46 241 834 008 | Ликинский сельский округ        |
| деревня | Осоргино      | 458               | 46 241 834 003 | Ликинский сельский округ        |
| село    | Перхушково    | 465               | 46 241 870 003 | Юдинский сельский округ         |
| хутор   | Рожновка      | 15                | 46 241 834 007 | Ликинский сельский округ        |
| деревня | Сельская Новь | 111               | 46 241 834 005 | Ликинский сельский округ        |
| деревня | Солманово     | 173               | 46 241 834 002 | Ликинский сельский округ        |
| деревня | Трубачеевка   | 339               | 46 241 870 004 | Юдинский сельский округ         |
| деревня | Щедрино       | 288               | 46 241 834 010 | Ликинский сельский округ        |
| село    | Юдино         | 1271              | 46 241 870 012 | Юдинский сельский округ         |
| деревня | Ямищево       | 128               | 46 241 834 009 | Ликинский сельский округ        |

## История
Сельское поселение было образовано из упразднённых административно-территориальных единиц — Юдинского и Ликинского сельских округов Одинцовского района Московской области.
В сентябре 2010 года из состава поселения был исключён хутор Новобрёхово и передан в Наро-Фоминский муниципальный район, в поселение Кокошкино, а впоследствии, в связи с расширением, — в состав Новомосковского округа Москвы.
5 февраля 2019 года упразднено вместе со всеми другими поселениями Одинцовского муниципального района в связи с их объединением с городским округом Звенигорода в Одинцовский городской округ.